# U.S. Pergolettese 1932
Unione Sportiva Pergolettese 1932  là một câu lạc bộ bóng đá của hiệp hội Ý, có trụ sở tại Crema, tỉnh Cremona, Lombardy.

## Lịch sử

### Từ Pergolettese đến Pergocema
Nguồn gốc của bóng đá ở Crema bắt đầu từ năm 1932 khi U.S. Pergolettese được thành lập tại Pergoletto, một vùng ngoại ô của thị trấn.
Năm 1974, câu lạc bộ được đổi tên thành U.S Pergocema 1932.
Trong mùa giải Serie C2 2007-08, đội đã hoàn thành vị trí đầu tiên ở Girone A, thăng hạng trực tiếp lên Lega Pro Prima Divisione cho mùa giải 2008-09. Trong mùa giải đó, Pergocema có được vị trí thứ 11 lịch sử, kết quả tốt nhất mọi thời đại của đội.
Trong mùa giải Lega Pro 2009-10, Pergocema đã xếp thứ 15 và bị buộc phải chơi trong trận play-off xuống hạng. Họ được đối đầu với Pro Patria ở vị trí thứ 16 và trụ hạng với tư cách đội được xếp hạng cao hơn sau 2 trận đấu kết thúc với tỷ số hòa 3-3.

### Sự phá sản và tái sinh
Vào ngày 20 tháng 6 năm 2012 với câu lạc bộ gặp khó khăn tài chính mạnh mẽ, Pergocema đã bị tòa án Crema tuyên bố phá sản và đội bóng đã bị giải tán.
Câu lạc bộ đã tạo ra lợi nhuận bằng giấy bằng cách bán Diego Manzoni với giá 500.000 euro trong năm 2009 nhưng đổi lấy trực tiếp hai cầu thủ Francesco Pambianchi và Niccolò Galli với giá 250.000 euro mỗi người. Vào tháng 6 năm 2011, một năm trước khi phá sản, cả hai cầu thủ đã quay lại Parma với giá 125.000 euro mỗi người nhưng một lần nữa trong thỏa thuận trao đổi thuần túy, Makris Petrozzi với giá 250.000 euro.
Vào cuối mùa giải Serie D 2011-12, AS Pizzighettone  chuyển đến thành phố Crema và đổi tên thành US Pergolettese 1932 để tiếp tục lịch sử bóng đá của U.S. Pergocema 1932.
Pergolettese đã được thăng hạng 2013-14 Lega Pro Seconda Divisione vào năm 2013.

## Màu sắc và huy hiệu
Màu sắc của đội là vàng và xanh. Huy hiệu là một tấm khiên màu vàng với một sọc xiên màu xanh được viết bên trong "Pergolettese".

## Những người ủng hộ và ganh đua
Những người hâm mộ Pergolettese kết nghĩa với Piacenza, vì sự thù hằn chung đối với đội Cremona, Cremonese và duy trì mối quan hệ hữu nghị với những người hâm mộ Benevento của Nuoro và đội Saint-Gilloise của Bỉ ở Brussels.
Đội có những cuộc cạnh tranh mạnh mẽ với các đội như Crema, của Mantova,  Pro Patria, Trent, Fanfulla, của Sant'Angelo Lodigiano và Lecco.
Các nhóm người hâm mộ có tổ chức nổi tiếng nhất có thể nhắc đến như le Brigate, Cannyballs, Ultras Pergo 93 và Stiled Again.

## Logo

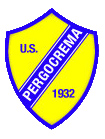
Logo cũ Pergocema
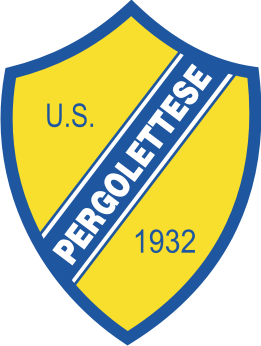
Logo hiện tại Pergolettese